# بخوان (ترانه آنی لنکس)
«بخوان» (به انگلیسی: Sing) تک‌آهنگی از هنرمند اهل بریتانیا آنی لنکس است که در سال ۲۰۰۷ میلادی منتشر شد.